# Dragounský pluk 8
Dragounský pluk 8 (původně v letech 1920–1935 označen jako Jezdecký pluk 8) byl jedním z jezdeckých pluků československé armády, existující mezi lety 1920 až 1939. Vznikl po skončení první světové války a vzniku První republiky sloučením dragounských pluků bývalé rakousko-uherské armády č. 8 (Pardubice) a č. 13 (Postoloprty).
Jeho posádkou byly Pardubice, kde sídlilo velitelství a většina pluku, ale detašované jednotky byly dislokovány i v Bohdanči, Čáslavi, Přelouči a Staré Boleslavi.
V roce 1929 se mu u příležitosti oslav svatováclavského milénia dostalo od presidenta republiky Tomáše Garrigua Masaryka čestného přízviska „Knížete Václava Svatého“. V předvečer milénia, 27. září, byl pluku předán na Václavském náměstí v Praze prezidentem čestný prapor. Prezident republiky tam měl u této příležitosti projev.
V době zářijové mobilizace v roce 1938 byl součástí 4. jezdecké brigády 4. rychlé divize.

## Významní příslušníci útvaru
- Alfréd Bartoš – důstojník 3. eskadrony pluku, za druhé světové války velitel operace Silver A.
- Jiří Pujman – záložní důstojník pluku, pozdější voják v zahraničním odboji a příslušník „Kombinovaného oddílu“ 1. československé samostatné obrněné brigády.
- Josef Stránský – četař-aspirant prezenční služby, později příslušník letectva a za války velitel letky „B“ 311. peruti.
- František Ventura – pozdější instruktor Vojenského jezdeckého učiliště Pardubice a zlatý medailista v parkuru na LOH 1928 v Amsterdamu.[1]